# УПА. Третя сила
УПА. Третя сила — український документальний фільм про УПА.

## Інформація про фільм
Жахливі наслідки діяльності Радянської влади в Україні, голодомори, репресії, терор на Східній Україні з 1920 р. по 1941 р., масові вбивства, катування, четвертування людей в тюрмах НКВД на Західній Україні з 1939 р. по 1941 р. та не менш миролюбна політика Гітлера, остаточно озлобили людей проти Німецького фашизму і Московського більшовизму.